# Marta Kightley
Marta Aleksandra Kightley z domu Sora (ur. 12 października 1978 w Warszawie) – polska ekonomistka, nauczycielka akademicka, doktor habilitowany nauk ekonomicznych, profesor SGH. Od 2020 wiceprezes Narodowego Banku Polskiego – pierwszy zastępca prezesa NBP.

## Życiorys
Córka Marii i Mieczysława. Ukończyła IX Liceum Ogólnokształcące im. Klementyny Hoffmanowej w Warszawie, a następnie studia na kierunku międzynarodowe stosunki gospodarcze i polityczne w Szkole Głównej Handlowej w Warszawie (2002). W 2006 uzyskała stopień doktora nauk ekonomicznych, a w 2015 habilitowała się na podstawie rozprawy pt. Polityka i reformy Park Chung-hee jako źródło gospodarczego skoku Korei Południowej. Od początku kariery zawodowej związana z SGH jako wykładowczyni, ostatnio jako profesor uczelni w Katedrze Ekonomii Politycznej, Prawa i Polityki Gospodarczej.
W latach 2007–2010 pracowała w służbie dyplomatycznej, pełniąc funkcję kierowniczki Wydziału Polityczno-Ekonomicznego Ambasady RP w Seulu. Od 2016 jest Członkiem Rady Edukacyjnej NBP. 8 marca 2020 została powołana przez Prezydenta RP na członkinię Zarządu Narodowego Banku Polskiego i stanowisko pierwszego zastępcy prezesa NBP. W NBP objęła nadzór nad działami pracy realizowanymi przez Departament Badań i Innowacji Finansowych, Departament Edukacji i Wydawnictw oraz Departament Zagraniczny.
W dniu 4 grudnia 2023 roku na konferencji prasowej broniła prezesa NBP Adama Glapińskiego, w związku z zapowiedziami postawienia go przed Trybunałem Stanu.